# Lawrenceburg (Tennessee)
Pour les articles homonymes, voir Lawrenceburg.
La ville américaine de Lawrenceburg est le siège du comté de Lawrence, dans l’État du Tennessee. En 2013, sa population s’élevait à 14 023 habitants.

## Source
- (en) Cet article est partiellement ou en totalité issu de l’article de Wikipédia en anglais intitulé « Lawrenceburg, Tennessee » (voir la liste des auteurs).